# Slowakische U20-Eishockeynationalmannschaft
Die slowakische U20-Eishockeynationalmannschaft vertritt den Eishockeyverband der Slowakei im Eishockey in der U20-Junioren-Leistungsstufe bei internationalen Wettbewerben. Zwischen 2007 und 2019 nahm die U20-Nationalmannschaft der Slowakei zur besseren Vorbereitung auf die internationalen Turniere unter dem Namen HK Orange 20 (in der Saison 2007/08 als HK VSR SR 20) am Spielbetrieb der höchsten slowakischen Spielklasse, der Extraliga, teil.

## Geschichte
Die slowakische U20-Eishockeynationalmannschaft nahm zur WM 1994 den Spielbetrieb auf und stieg innerhalb von zwei Jahren von der C-Weltmeisterschaft in die A-Weltmeisterschaft auf, in der sie seither ununterbrochen spielt. Bei den Weltmeisterschaften 1999 und 2015 konnte die slowakische U20-Nationalmannschaft eine Medaille gewinnen, als sie den dritten Platz belegte. Bis einschließlich 1998 deckte die U20-Nationalmannschaft den kompletten Juniorenbereich bei den Weltmeisterschaften ab, während die U19-Nationalmannschaft an den Junioren-Europameisterschaften teilnahm. Seit der Einführung der U18-Weltmeisterschaften 1999 vertritt die U20-Nationalmannschaft der Slowakei bei Weltmeisterschaften ausschließlich die Leistungsstufe der U20-Junioren.

### Teilnahme an der Extraliga
Ab der Saison 2007/08 nahm die U20-Nationalmannschaft der Slowakei zur besseren Vorbereitung auf die internationalen Turnieren unter dem Namen HK Orange 20 (in der Saison 2007/08 als HK VSR SR 20) am Spielbetrieb der höchsten slowakischen Spielklasse, der Extraliga, teil, wobei die Mannschaft weniger Spiele als die regulären Teilnehmer bestritt und ihre Spiele nicht in die offizielle Wertung eingingen. Seine Heimspiele trug die Mannschaft zunächst im 2500 Zuschauer fassenden Zimný štadión Púchov im nordwestslowakischen Púchov aus. Die Teamfarben sind Orange, Schwarz und Weiß.
Nachdem die U20-Auswahl in den Jahren nach dem überraschenden dritten Platz bei der Weltmeisterschaft 1999 sehr schlecht bei den Weltmeisterschaften abgeschnitten hatte und auch die tschechische U18-Auswahl im Jahr 2007 aus der Top-Division abgestiegen war, entschied sich der slowakische Verband der Auswahlmannschaft mehr Möglichkeiten im Wettbewerb zu gewähren. Dafür werden seit 2007 in jedem Jahr die besten, in der Slowakei tätigen Spieler unter 20 Jahren in der Mannschaft des HK Orange versammelt.
Der HK Orange bestritt nur einen Teil des Spielplans. In den Vorweihnachtswochen und auch danach war das Team vom Spielbetrieb freigestellt, da es sich auf die jeweilige U20-Weltmeisterschaft vorbereitete. Diese beginnt traditionell am 26. Dezember. Ab 2011 nahm der HK Orange 20 zusätzlich am Spielbetrieb der zweiten Spielklasse, der 1. Liga, teil. Auch in dieser Liga wurde nur eine begrenzte Anzahl an Spielen absolviert. Zur Saison 2019/20 wurde der HK Orange 20 nicht mehr für die Extraliga gemeldet.

## Platzierungen

### Weltmeisterschaft
- 1974–1993 – siehe Tschechoslowakei
- 1994: 1. Platz C-Weltmeisterschaft
- 1995: 2. Platz B-Weltmeisterschaft
- 1996: 7. Platz A-Weltmeisterschaft
- 1997: 6. Platz A-Weltmeisterschaft
- 1998: 9. Platz A-Weltmeisterschaft
- 1999: 3. Platz A-Weltmeisterschaft
- 2000: 9. Platz A-Weltmeisterschaft
- 2001: 8. Platz Top-Division
- 2002: 8. Platz Top-Division
- 2003: 5. Platz Top-Division
- 2004: 6. Platz Top-Division
- 2005: 7. Platz Top-Division
- 2006: 8. Platz Top-Division
- 2007: 8. Platz Top-Division
- 2008: 7. Platz Top-Division
- 2009: 4. Platz Top-Division
- 2010: 8. Platz Top-Division
- 2011: 8. Platz Top-Division
- 2012: 6. Platz Top-Division
- 2013: 8. Platz Top-Division
- 2014: 8. Platz Top-Division
- 2015: 3. Platz Top-Division
- 2016: 7. Platz Top-Division
- 2017: 8. Platz Top-Division
- 2018: 7. Platz Top-Division
- 2019: 8. Platz Top-Division
- 2020: 8. Platz Top-Division
- 2021: 8. Platz Top-Division
- 2022: 9. Platz Top-Division
- 2023: 5. Platz Top-Division
- 2024: 6. Platz Top-Division
- 2025: 6. Platz Top-Division

### Extraliga
- 2007/08: 12. Platz – 34 Spiele, 12 Punkte, 57:155 Tore
- 2008/09: 13. Platz – 36 Spiele, 16 Punkte, 71:168 Tore
- 2009/10: 13. Platz – 36 Spiele, 14 Punkte, 70:178 Tore
- 2010/11: 11. Platz – 30 Spiele, 8 Punkte, 42:140 Tore
- 2011/12: 11. Platz – 10 Spiele, 2 Punkte, 15:41 Tore
- 2012/13: 11. Platz – 20 Spiele, 6 Punkte, 34:88 Tore
- 2013/14: 11. Platz – 20 Spiele, 19 Punkte, 41:77 Tore
- 2014/15: 11. Platz – 20 Spiele, 7 Punkte, 29:68 Tore
- 2015/16: 10. Platz – 18 Spiele, 5 Punkte, 22:83 Tore
- 2016/17: 11. Platz – 20 Spiele, 6 Punkte, 20:82 Tore
- 2017/18: 11. Platz – 20 Spiele, 14 Punkte, 38:87 Tore
- 2018/19: 13. Platz – 24 Spiele, 2 Punkte, 30:128 Tore